# Ctypansa obtusa
Ctypansa obtusa là một loài bướm đêm trong họ Noctuidae.